# 市川厚一
市川 厚一（いちかわ こういち、1888年（明治21年）4月6日 - 1948年（昭和23年）9月4日）は、日本の獣医学者で獣医病理学専攻。北海道帝国大学教授。茨城県桜川市東飯田出身。山極勝三郎と共に世界初の人工癌発生に成功する。

## 来歴
雨引村立雨引尋常小学校、東京府立一中を経て、1913年、東北帝国大学農科大学（のちの北海道帝国大学）卒業。卒業後、東北帝国大学の大学院に進み、東京帝国大学医学部教授・山極勝三郎の研究室の特別研究生となり、山極と共に世界初の人工癌発生に挑戦。1915年、人工癌（皮膚癌）発生に成功（兎の耳にコールタールを塗擦（塗布ではない）した実験）。当時の癌発生原因の「刺激説」「素因説」の二説のうち、前者の「刺激説」の有力な根拠となった。
ノーベル賞候補といわれたが、デンマークコペンハーゲン大学、ヨハネス・フィビゲルの研究に賞が与えられた。後に間違いであったことがわかったが取消されずに今日に至る。1919年、「癌腫の人工的発生研究」により学者として最高の学士院賞を山極とともに授与される。
その後、北海道帝国大学に戻り、講師、助教授を経て、1925年に教授となる。
なお、山極の三男の山極三郎は北大農学部に進学し、市川に学び、市川の病気退官後、比較病理学教室の市川の職を引き継ぎ、同教室の二代目の主任教授となった。

## 主要論文
- 市川厚一, 「山極市川の人工的癌腫(第二報告)」『中央獸醫會雑誌』 29巻 10号 1916年 p.642-648_1, doi:10.1292/jvms1888.29.642
- 山極勝三郎, 市川厚一, 「人工的癌腫ノ發生ニ就テ(第四報告)」『癌』 11巻 2号 1917年 p.163-174_1, doi:10.20772/cancersci1907.11.2_163
- 市川厚一, 「所謂胸腺腫(Thymoma)ニ就テ」『癌』 11巻 3号 1917年 p.253-282, doi:10.20772/cancersci1907.11.3_253
- 市川厚一, 「新竹地方に於ける牛の地方病血尿病及び之に伴ふ膀胱腫瘍に就て(第一囘報告)」『中央獸醫會雑誌』 33巻 8号 1920年 p.461-465, doi:10.1292/jvms1888.33.461